# Pseudonaja inframacula
Espèce
Synonymes
- Demansia textilis inframacula Waite, 1925

Pseudonaja inframacula est une espèce de serpents de la famille des Elapidae. 

## Répartition
Cette espèce est endémique d'Australie-Méridionale. Elle se rencontre dans la péninsule de Yorke et dans la péninsule d'Eyre.

## Publication originale
- Waite, 1925 : Field notes on some Australian reptiles and batrachians. Records of The South Australian Museum, vol. 3, p. 17-32 (texte intégral).